# Каммингс, Айрис
Айрис Каммингс (21 декабря 1920 — 24 января 2025, также известная под своим брачным именем Айрис Критчелл) — американская военная лётчица и пловчиха, представлявшая США на летних Олимпийских играх 1936 года в Берлине, Германия. После активной спортивной карьеры в плавании, в том числе с 1936 по 1939 год, когда она была чемпионкой США по плаванию на 200 метров брассом, в 1939 году она была принята в первую Программу подготовки гражданских пилотов Университета Южной Калифорнии. После окончания университета она работала лётным инструктором, а затем была отобрана для служения своей стране во время Второй мировой войны в качестве члена Женской вспомогательной перегоночной эскадрильи (WAFS) и Женской службы пилотов ВВС (WASP). После войны она вернулась в Калифорнию, где в Университете Южной Калифорнии  разработала и преподавала учебную программу по гражданским полетам для ветеранов, вернувшихся со Второй Мировой войны.
После участия в гонках на самолётах в 1950-х годах Айрис и ее муж Говард Критчелл в 1962 году основали программу Bates Aeronautics в колледже Харви Мадда. Они руководили программой вместе, пока он не вышел на пенсию в 1979 году, после чего она продолжила работу одна до окончания программы в 1990 году. Она имеет многолетний сертификат экзаменатора пилотов FAA, является обладательницей нескольких международных авиационных наград и входит в Национальный зал славы лётных инструкторов. В последние годы жизни она продолжала активно работать лектором, консультантом и куратором специальных коллекций Авиационной библиотеки в колледже Харви Мадда.

## Ранняя жизнь и спортивная карьера
Каммингс родилась в Лос-Анджелесе 21 декабря 1920 года и училась в средней школе Редондо-Юнион. У её отца была степень доктора медицины, которую он получил в Медицинской школе Университета Тафтса. Также он работал тренером по легкой атлетике в начале XX века в Колумбийском университете и спортивным директором в колледже Суортмор с 1902 по 1908 год. Её мать была учительницей греческого и латыни. Айрис посетила летние Олимпийские игры 1932 года в качестве зрителя и в следующем году начала участвовать в соревнованиях по плаванию, выиграв множество местных и региональных турниров. Когда плавать было слишком холодно, она поддерживала спортивную активность, катаясь на велосипеде. В первый год участия в соревнованиях она не была членом ни одного клуба, но, тем не менее, заняла первое место в нескольких соревнованиях, а также приняла участие в чемпионате Южно-Тихоокеанского любительского спортивного союза и чемпионате Тихоокеанского побережья 1933 года. 
Каммингс присоединилась к Лос-Анджелесскому спортивному клубу  (LAAC) в 1934 году и получила свою первую финансовую поддержку в 1935 году, что помогло ей посетить чемпионат Дальнего Запада того года . В 1936 году она выиграла национальный чемпионат США по плаванию брассом на дистанции 200 метров, что позволило ей принять участие в отборочных соревнованиях на Олимпиаду того года и войти в состав делегации США на летних Олимпийских играх 1936 года в Берлине.  Однако ей пришлось самой собрать средства на поездку на Игры, и большую часть времени перед турниром она потратила на сбор денег, а не на тренировки.  В женском заплыве на 200 метров брассом она заняла четвертое место в своем заплыве в первом раунде и выбыла. Несмотря на это, она оставалась чемпионкой страны в этом виде спорта до 1939 года , хотя она покинула LAAC в 1937 году. Она заняла второе место на национальном чемпионате 1939 года и вскоре после этого ушла из активных соревнований, решив, что летние Олимпийские игры 1940 года вряд ли состоятся. В 1941 году она получила степень по физическим наукам и математике в Университете Южной Калифорнии . 

## Вторая мировая война

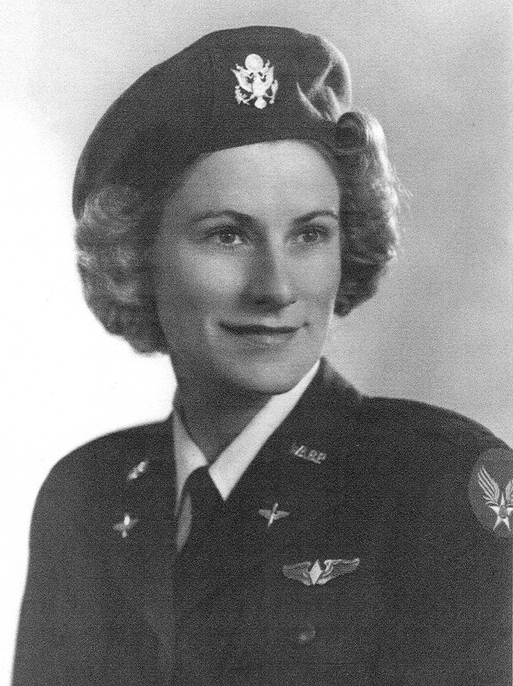
Каммингс в 1944 году

Каммингс была одной из первых, кого приняли в Программу подготовки гражданских пилотов USC в 1939 году.  В 1940 году она окончила курс высшего пилотажа и получила лицензию пилота, а к моменту окончания обучения в 1941 году получила достаточную подготовку, чтобы начать работать инструктором. После завершения контракта в качестве инструктора по полетам в рамках Программы подготовки курсантов ВМС,  Каммингс в декабре 1942 года присоединилась к Женской вспомогательной перегоночной эскадрилье, которая позднее, в августе 1943 года, стала частью Женской службы пилотов ВВС (WASP).   Она служила во Второй мировой войне до момента роспуска организации 20 декабря 1944 года.   В это время она была гражданским членом   6-й перегоночной группы, командования воздушного транспорта, перегоночной дивизии и летала на военных самолетах, включая P-38, а также P-51 и P-61 (Black Widow).   После расформирования её подразделения она вышла замуж за военного летчика Говарда Критчелла, с которым познакомилась на базе, которая использовалась в качестве переправочной станции для WAFS и WASP.  У них было двое детей, и они прожили в браке более 70 лет до его смерти в 2015 году.  

## Поздняя жизнь и смерть

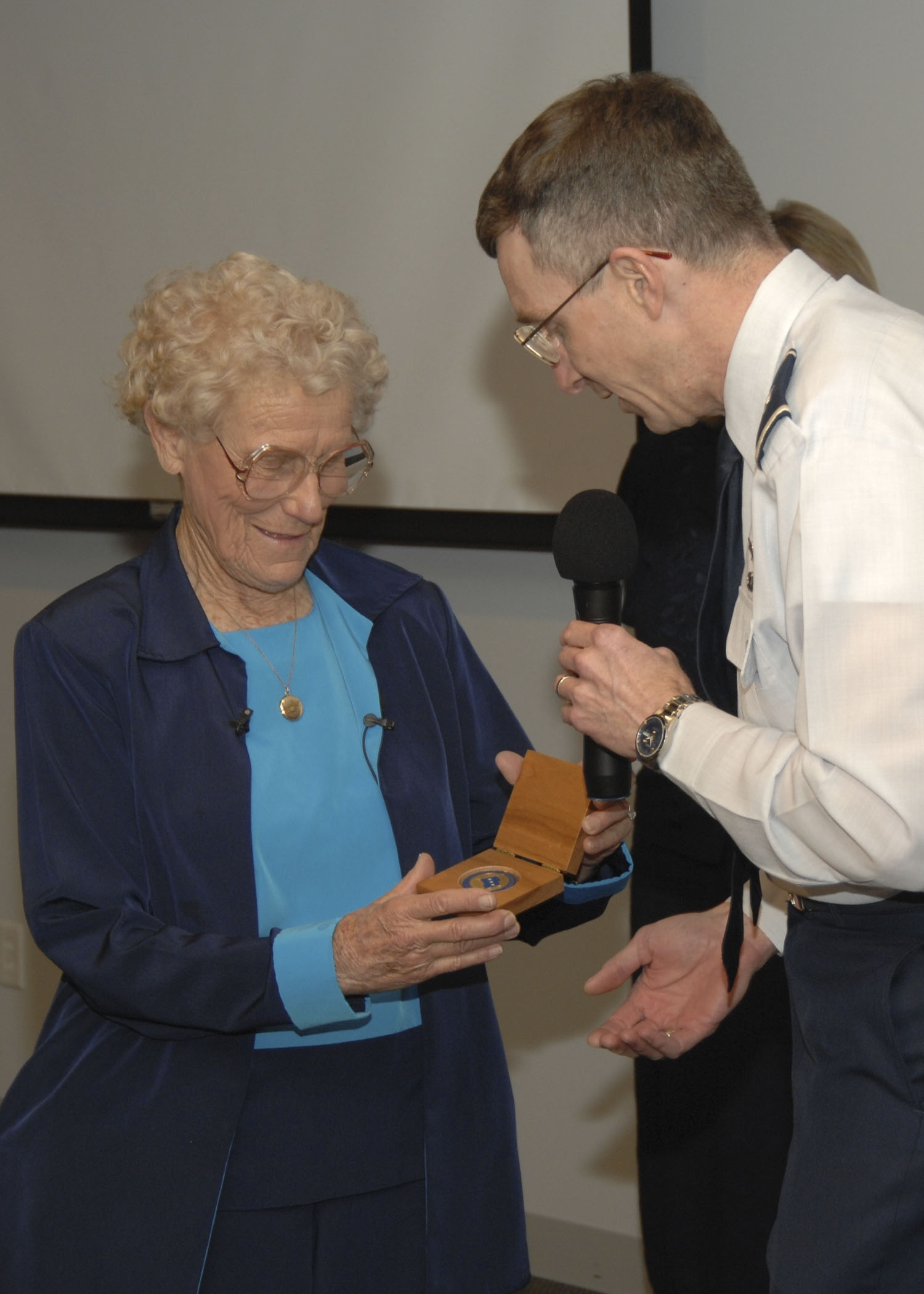
Критчелл получает монету Центра космических и ракетных систем (SMC) от заместителя командующего SMC бригадного генерала Нила Маккасленда, 28 марта 2007 г.

После войны Каммингс снова вызвали в Южнокалифорнийский университет, чтобы разработать и преподавать учебную программу по гражданской авиации для вернувшихся ветеранов. Она продолжала работать инструктором по лётной подготовке, а также помогала разрабатывать учебные программы для учреждений Федерального управления гражданской авиации .  В этот период она также участвовала в соревнованиях по авиагонкам и выиграла Трансконтинентальные воздушные гонки среди женщин 1957 года, завоевав главный приз в размере 800 долларов США  (примерно 7735 долларов США в ценах 2021 года). В 1962 году она поступила в колледж Харви Мадда и совместно с Фондом Бейтса основала школьную программу по аэронавтике Бейтса. Она руководила программой вместе со своим мужем, пока он не вышел на пенсию в 1979 году  и продолжала заниматься ею одна, пока программа не закончилась с её выходом на пенсию в 1990 году.  Однако она продолжала преподавать аэронавтику до 1996 года.  Среди ее учеников — астронавты Джордж Нельсон и Стэнли Г. Лав.  Она также проработала экзаменатором пилотов FAA более двух десятилетий и была названа летным инструктором года в округе Онтарио в 1972 году. 
В 2000 году Каммингс была включена в Национальный зал славы лётных инструкторов. В 2006 году она была награждена премией имени братьев Райт от Федерального управления гражданской авиации за её преданность делу безопасности полетов  а в 2007 году — золотой медалью Нила от Международной авиационной федерации за её пожизненную преданность авиационному образованию.  После официального выхода на пенсию она продолжала активно участвовать в нескольких факультетских проектах в колледже Харви Мадда, а также работала лектором, консультантом и куратором специальных коллекций Авиационной библиотеки в библиотеке колледжа Спраг.  С 1952 года она была членом организации «Девяносто девять», занимающейся поддержкой женщин-пилотов. 
На момент своей смерти Каммингс была последней известной живой участницей Олимпиад, проходивших до Второй Мировой войны.  Она умерла в Карлсбаде, Калифорния, 24 января 2025 года в возрасте 104 лет.  

## Внешние ссылки
- Айрис Каммингс — олимпийская статистика на сайте Olympedia.org (англ.)
- Айрис Каммингс на Olympics.com